# Телеорман
Телеорман е окръг в Румъния, разположен в географската област Влахия с административен център град Александрия (59 308 жители).

## Демография
През 2000 г. е имал 465 053 жители и гъстота на населението 80 жит./km².
През 2020 г. населението му е 328 683 души.

## География
Окръгът обхваща територия от 5790 km².

## Списък на градовете в окръг Телеорман
- Александрия
- Рошиори де Веде
- Турну Мъгуреле
- Зимнич
- Виделе